# Proasellus similis
Proasellus similis is een pissebed uit de familie Asellidae. De wetenschappelijke naam van de soort is voor het eerst geldig gepubliceerd in 1967 door Birstein.